# Халитова (присілок)
Халитова (рос. Халитова) — присілок у Аргаяшському районі Челябінської області Російської Федерації.
Входить до складу муніципального утворення Яраткуловське сільське поселення. Населення становить 214 осіб (2010).

## Історія
Населений пункт розташований на історичній території башкирських племен. Від 1930 року належить до Аргаяшського району, спочатку в складі Башкирської АРСР, а від 1934 року — Челябінської області.
Згідно із законом від 12 листопада 2004 року органом місцевого самоврядування є Яраткуловське сільське поселення.

## Населення
| 2002 | 2010 |
| ---- | ---- |
| 277  | ↘258 |